# Atomosia yurabia
Atomosia yurabia là một loài ruồi trong họ Asilidae. Atomosia yurabia được Scarbrough & Perez-Gelabert miêu tả năm 2006. Loài này phân bố ở vùng Tân nhiệt đới.